# Aristrat de Sició
Aristrat (en llatí Aristratus, en grec antic Άρίστρατος) va ser va ser un tirà de l'antiga polis grega de Sició que va florir en els anys en què Filip II de Macedònia va establir la seva hegemonia sobre Grècia, probablement entre el 346 aC i el 337 aC.
Demòstenes l'anomena dues vegades en el seu discurs Sobre la Corona i diu d'ell que era un dels governants que van afavorir al rei macedoni. En un primer passatge el menciona de forma marginal, i en el segon en parla juntament amb un altre personatge de Sició anomenat Epicares, però no és clar si aquest personatge era un ajudant, un col·lega o un successor.
Se sap que Aristrat era un tirà per la biografia d'Àrat de Sició que fa Plutarc. L'autor narra la destrucció dels retrats dels antics tirans que hi havia a la casa del govern de Sició quan es va reintroduir la democràcia l'any 251 aC. Segons Plutarc, el quadre més artístic, mostrava la imatge d'Aristrat amb Nike, la deessa de la victòria, dalt d'un carro. L'obra l'havia pintat el famós pintor Melant amb la col·laboració del no menys famós Apel·les de Colofó, però Àrat insistia en que fos destruït. El seu amic Nealces el va convèncer per salvar almenys la deessa i suprimir la imatge del tirà. Nealces, que era un pintor ben considerat, va pintar una palma al lloc on hi havia Aristrat, però es va oblidar de tapar-li els peus, que eren visibles per sota el carro.